# William Pole-Tylney-Long-Wellesley (5e comte de Mornington)
William Richard Arthur Pole-Tylney-Long-Wellesley, 5e comte de Mornington (7 octobre 1813-25 juillet 1863) est un noble britannique.

## Biographie

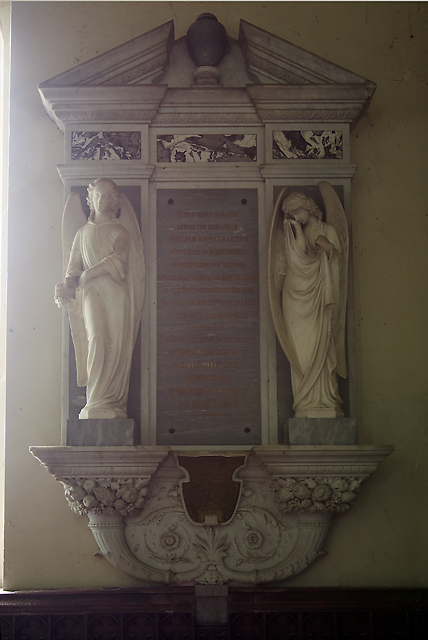
Monument mural au comte à l'église de Draycot Cerne

Il est le fils du célèbre dépensier William Pole-Tylney-Long-Wellesley (4e comte de Mornington) et Catherine Tylney-Long (fille de James Tylney-Long, 7e baronnet), et est né le 7 octobre 1813 à Wanstead House, à l'époque dans l'Essex, mais dans le quartier londonien de Redbridge depuis 1965.
Les dépenses de son père ont fait des ravages dans le domaine familial, mais à la mort de sa mère en 1825, il hérite des domaines restants à Wanstead ; Athelhampton, Devon; et Draycot Cerne, Wiltshire. Un litige amer et prolongé sur la garde a suivi, les sœurs de sa mère ont réussi à le placer sous la tutelle du duc de Wellington, son grand-oncle.
En 1836, il poursuit son père en justice, après que celui-ci ait vendu des meubles et des tableaux appartenant à Draycot House pour couvrir une dette de 3 000 livres sterling. Ceux-ci ont été passés par une fenêtre après que l'adjoint à la vente se soit vu refuser l'accès à la maison. William junior a maintenu que ces objets lui appartenaient comme héritages par la volonté de James Long, 2e baronnet.
Son père devient comte de Mornington en 1845, après quoi William est appelé vicomte Wellesley. En 1848, malgré l'opposition de son père, il vend Athelhampton qui a été achetée par Robert Long (1er baronnet) (en), en 1665. Il succède à son père comme comte de Mornington le 1er juillet 1857.
Mornington est décédé célibataire à Paris le 25 juillet 1863 d'un cancer de la langue et est enterré à Draycot Cerne dans le Wiltshire. Ayant initialement fait son testament en léguant tous ses biens à sa seule sœur Victoria (décédée célibataire en 1897), il fait un autre testament trois semaines avant sa mort, laissant tous ses biens fonciers au cousin de son père, Henry Richard Charles Wellesley, alors ambassadeur à Paris. Avec consternation, Lady Victoria écrit à son cousin Walter Long de Rood Ashton House : `` mon souhait aurait été qu'après nos propres héritiers immédiats, tous les biens Long aient été rendus à votre famille en tant que branche aînée".
Il est remplacé comme sixième comte de Mornington par son cousin, le deuxième duc de Wellington.